# Phthiracarus pandoklowii
Phthiracarus pandoklowii är en kvalsterart som beskrevs av Wojciech Niedbała 2004. Phthiracarus pandoklowii ingår i släktet Phthiracarus och familjen Phthiracaridae. Inga underarter finns listade i Catalogue of Life.